# Hemerobius martinezae
Hemerobius martinezae is een insect uit de familie van de bruine gaasvliegen (Hemerobiidae), die tot de orde netvleugeligen (Neuroptera) behoort. 
Hemerobius martinezae is voor het eerst wetenschappelijk beschreven door Monserrat in 1996.